# 시치카촌 (니가타현)
시치카촌(七ヶ村)은 니가타현 나카쿠비키군에 있던 촌이다. 

## 역사
- 1889년 4월 1일 - 정촌제 시행에 의해 나카쿠비키군 시치카촌이 성립하였다.
- 1908년 10월 1일 - 가키자키촌과 합병해 가키자키촌이 되어 소멸하였다.

## 참고문헌
- 『市町村名変遷辞典』東京堂出版、1990年。